# Dominik Kubalík
Dominik Kubalík (né le 21 août 1995 à Plzeň en République tchèque) est un joueur professionnel tchèque de hockey sur glace. Il évolue au poste d'ailier gauche pour les Sénateurs d'Ottawa dans la Ligue nationale de hockey (LNH).

## Biographie

### Carrière junior
Kubalík fait ses débuts en junior avec le HC Plzeň dans la Extraliga en 2011-2012. 
La saison suivante, il quitte l'Extraliga et rejoint les Wolves de Sudbury dans la LHO. Le 10 janvier 2014, il est échangé aux Rangers de Kitchener en compagnie de 2 choix au repêchage en retour de son compatriote Radek Faksa. Le 4 août, il signe une nouvelle entente avec Plzeň. 
Il dispute 134 matchs avec le HC Plzeň entre 2014 à 2017. Le 25 août 2017, il s'entend pour 3 ans avec le HC Ambrì-Piotta dans la NL. Il est toutefois prêté à son ancienne équipe dans l'Extraliga pour la saison 2017-2018 et peut être rappelé par Ambrì-Piotta en cas de blessures.
Le 24 janvier 2019, alors qu'il évolue en Suisse, les Kings échangent ses droits de négociation aux Blackhawks de Chicago en retour d'un choix de 5e tour en 2019. Malgré la transaction, Kubalík demeure dans la NL jusqu'à la fin de la saison 2018-2019. 

### Carrière professionnelle
Le 29 mai 2019, il signe un contrat de 1 an pour un total de 925 000$ avec les Blackhawks.
Le 10 octobre 2019, il marque son premier but en carrière dans la LNH dans une défaite 5-4 contre les Sharks de San José. Le 27 février 2020, il enregistre son premier tour du chapeau dans la LNH dans une victoire 5-2 contre le Lightning de Tampa Bay.

## Vie privée
Il est le jeune frère de Tomáš Kubalík, attaquant de hockey sur glace.

## Statistiques

### Championnat
| Saison     | Équipe                  | Ligue         |                   | Saison régulière  | Saison régulière  | Saison régulière  | Saison régulière  | Saison régulière  |                   | Séries éliminatoires | Séries éliminatoires | Séries éliminatoires | Séries éliminatoires | Séries éliminatoires |
| Saison     | Équipe                  | Ligue         | PJ                | B                 | A                 | Pts               | Pun               | PJ                | B                 | A                    | Pts                  | Pun                  |                      |                      |
| 2011-2012  | HC Plzeň U20            | Extraliga U20 | 24                | 11                | 6                 | 17                | 22                | 2                 | 1                 | 2                    | 3                    | 0                    |                      |                      |
| 2011-2012  | HC Plzeň                | Extraliga     | 8                 | 1                 | 0                 | 1                 | 0                 | -                 | -                 | -                    | -                    | -                    |                      |                      |
| 2012-2013  | Wolves de Sudbury       | LHO           | 67                | 17                | 17                | 34                | 25                | 9                 | 3                 | 3                    | 6                    | 4                    |                      |                      |
| 2013-2014  | Wolves de Sudbury       | LHO           | 36                | 13                | 10                | 23                | 35                | -                 | -                 | -                    | -                    | -                    |                      |                      |
| 2013-2014  | Rangers de Kitchener    | LHO           | 23                | 5                 | 1                 | 6                 | 11                | -                 | -                 | -                    | -                    | -                    |                      |                      |
| 2014-2015  | HC Plzeň U20            | Extraliga U20 | 16                | 18                | 9                 | 27                | 14                | 4                 | 3                 | 2                    | 5                    | 2                    |                      |                      |
| 2014-2015  | HC Plzeň                | Extraliga     | 35                | 3                 | 4                 | 7                 | 35                | 4                 | 1                 | 1                    | 2                    | 2                    |                      |                      |
| 2014-2015  | HC Rebel Havlíčkův Brod | 1.liga        | 4                 | 1                 | 1                 | 2                 | 4                 | -                 | -                 | -                    | -                    | -                    |                      |                      |
| 2014-2015  | SHC Klatovy             | 2.liga        | 2                 | 1                 | 0                 | 1                 | 0                 | -                 | -                 | -                    | -                    | -                    |                      |                      |
| 2015-2016  | HC Plzeň                | Extraliga     | 48                | 25                | 15                | 40                | 20                | 11                | 1                 | 3                    | 4                    | 8                    |                      |                      |
| 2016-2017  | HC Plzeň                | Extraliga     | 51                | 29                | 19                | 48                | 22                | 11                | 3                 | 2                    | 5                    | 2                    |                      |                      |
| 2017-2018  | HC Ambrì-Piotta         | NL            | 25                | 10                | 17                | 27                | 39                | -                 | -                 | -                    | -                    | -                    |                      |                      |
| 2017-2018  | HC Plzeň                | Extraliga     | 20                | 16                | 8                 | 24                | 2                 | -                 | -                 | -                    | -                    | -                    |                      |                      |
| 2018-2019  | HC Ambrì-Piotta         | NL            | 50                | 25                | 32                | 57                | 18                | 5                 | 1                 | 5                    | 6                    | 6                    |                      |                      |
| 2019-2020  | Blackhawks de Chicago   | LNH           | 68                | 30                | 16                | 46                | 16                | 9                 | 4                 | 4                    | 8                    | 4                    |                      |                      |
| 2020-2021  | Blackhawks de Chicago   | LNH           | 56                | 17                | 21                | 38                | 18                | -                 | -                 | -                    | -                    | -                    |                      |                      |
| 2021-2022  | Blackhawks de Chicago   | LNH           | 78                | 15                | 17                | 32                | 16                | -                 | -                 | -                    | -                    | -                    |                      |                      |
| 2022-2023  | Red Wings de Détroit    | LNH           | 81                | 20                | 25                | 45                | 24                | -                 | -                 | -                    | -                    | -                    |                      |                      |
| 2023-2024  | Sénateurs d'Ottawa      | LNH           | 74                | 11                | 4                 | 15                | 19                | -                 | -                 | -                    | -                    | -                    |                      |                      |
| 2024-2025  | HC Ambrì-Piotta         | NL            | Saison en cours ? | Saison en cours ? | Saison en cours ? | Saison en cours ? | Saison en cours ? | Saison en cours ? | Saison en cours ? | Saison en cours ?    | Saison en cours ?    | Saison en cours ?    |                      |                      |
| Totaux LNH | Totaux LNH              | Totaux LNH    | 357               | 93                | 83                | 176               | 93                | 9                 | 4                 | 4                    | 8                    | 4                    |                      |                      |

#### Tournoi
| Saison    | Équipe          | Compétition         |   | PJ | B | A | Pts | Pun                |  | Résultat |
| 2011      | HC Plzeň        | Trophée européen    | 1 | 0  | 0 | 0 | 0   | 6e place           |  |          |
| 2016-2017 | HC Plzeň        | Ligue des champions | 6 | 4  | 2 | 6 | 33  | Seizième de finale |  |          |
| 2018-2019 | HC Ambrì-Piotta | Coupe de Suisse     | 3 | 4  | 1 | 5 | 0   | Quart de finale    |  |          |

### En équipe nationale
| Année     | Équipe       | Compétition                  |    | PJ | B | A  | Pts | Pun           |  | Résultat |
| 2013      | Tchéquie -18 | Championnat du monde -18 ans | 5  | 0  | 5 | 5  | 14  | 7e place      |  |          |
| 2015      | Tchéquie -20 | Championnat du monde junior  | 5  | 1  | 0 | 1  | 0   | 6e place      |  |          |
| 2015-2016 | Tchéquie     | Euro Hockey Tour             | 7  | 0  | 1 | 1  | 2   | 3e place      |  |          |
| 2016-2017 | Tchéquie     | Euro Hockey Tour             | 6  | 1  | 5 | 6  | 4   | 2e place      |  |          |
| 2017-2018 | Tchéquie     | Euro Hockey Tour             | 9  | 2  | 1 | 3  | 0   | 2e place      |  |          |
| 2018      | Tchéquie     | Jeux olympiques              | 5  | 2  | 0 | 2  | 2   | 4e place      |  |          |
| 2018      | Tchéquie     | Championnat du monde         | 8  | 3  | 5 | 8  | 0   | 7e place      |  |          |
| 2018-2019 | Tchéquie     | Euro Hockey Tour             | 9  | 6  | 1 | 7  | 4   | 4e place      |  |          |
| 2019      | Tchéquie     | Championnat du monde         | 10 | 6  | 6 | 12 | 0   | 4e place      |  |          |
| 2021      | Tchéquie     | Championnat du monde         | 7  | 3  | 3 | 6  | 0   | 7e place      |  |          |
| 2022-2023 | Tchéquie     | Euro Hockey Tour             | 2  | 0  | 3 | 3  | 4   | 2e place      |  |          |
| 2023      | Tchéquie     | Championnat du monde         | 8  | 8  | 4 | 12 | 0   | 8e place      |  |          |
| 2023-2024 | Tchéquie     | Euro Hockey Tour             | 2  | 0  | 0 | 0  | 0   | 2e place      |  |          |
| 2024      | Tchéquie     | Championnat du monde         | 10 | 5  | 3 | 8  | 4   | Médaille d'or |  |          |

## Trophées et honneurs personnels

### Ligue nationale de hockey
- 2019-2020 :
  - nommé recrue du mois de janvier
  - sélectionné dans l'équipe d'étoiles des recrues